# Torka
Torka – wieś w Słowenii, w gminie Železniki. W 2018 roku liczyła 2 mieszkańców.